# Padrão dos Descobrimentos

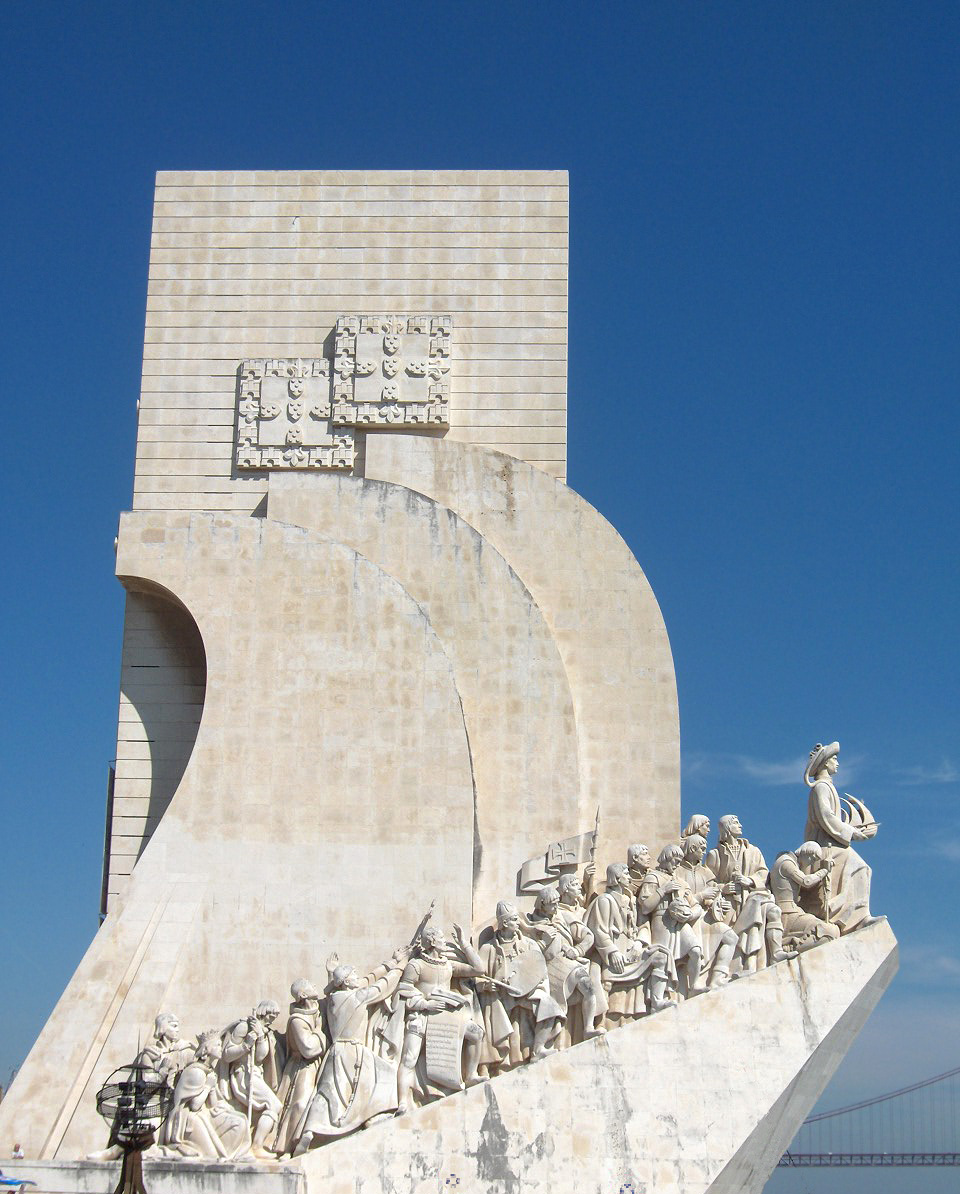
Het Padrão dos Descobrimentos.

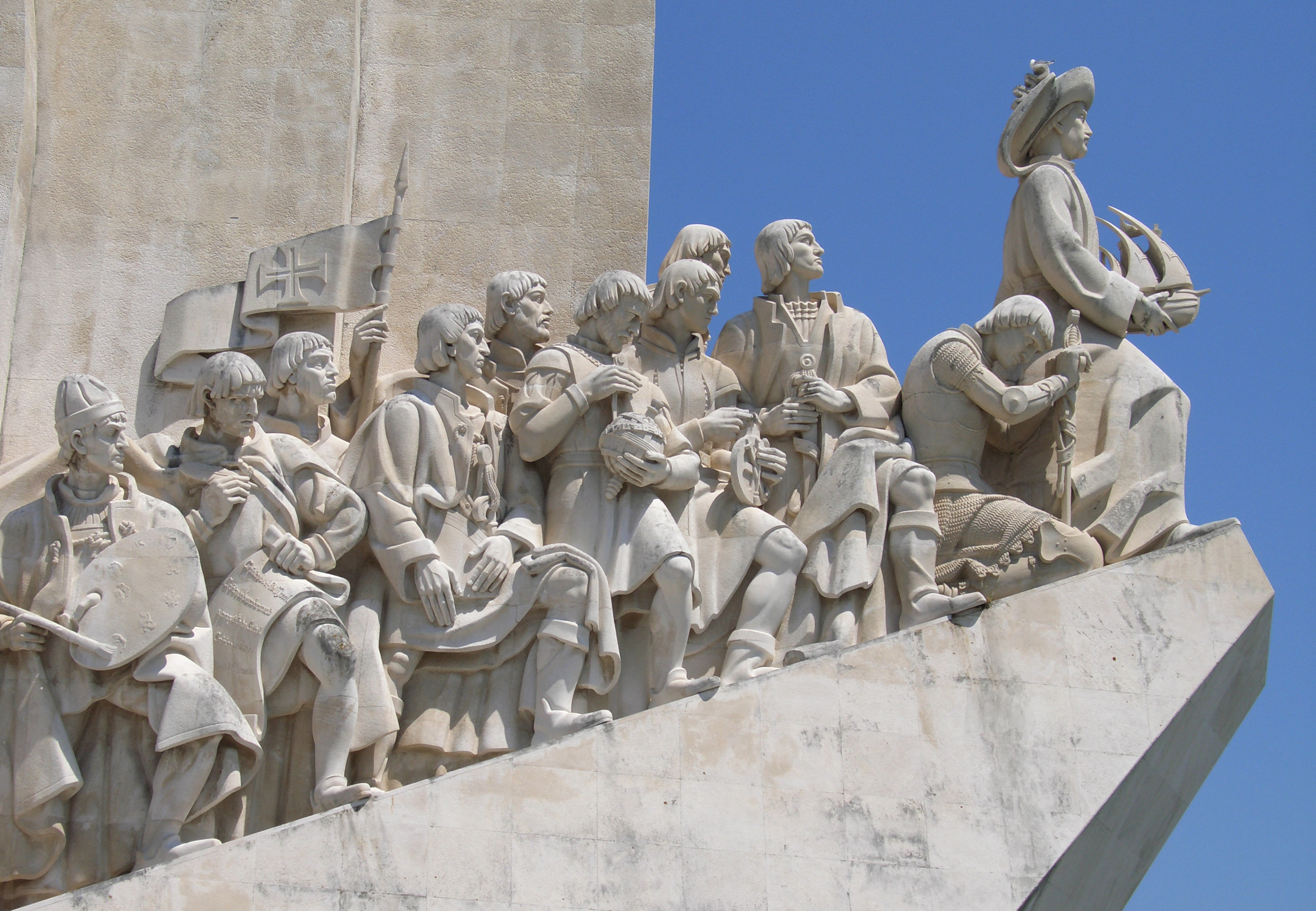
De zeevaarders, met Hendrik de Zeevaarder voorop.

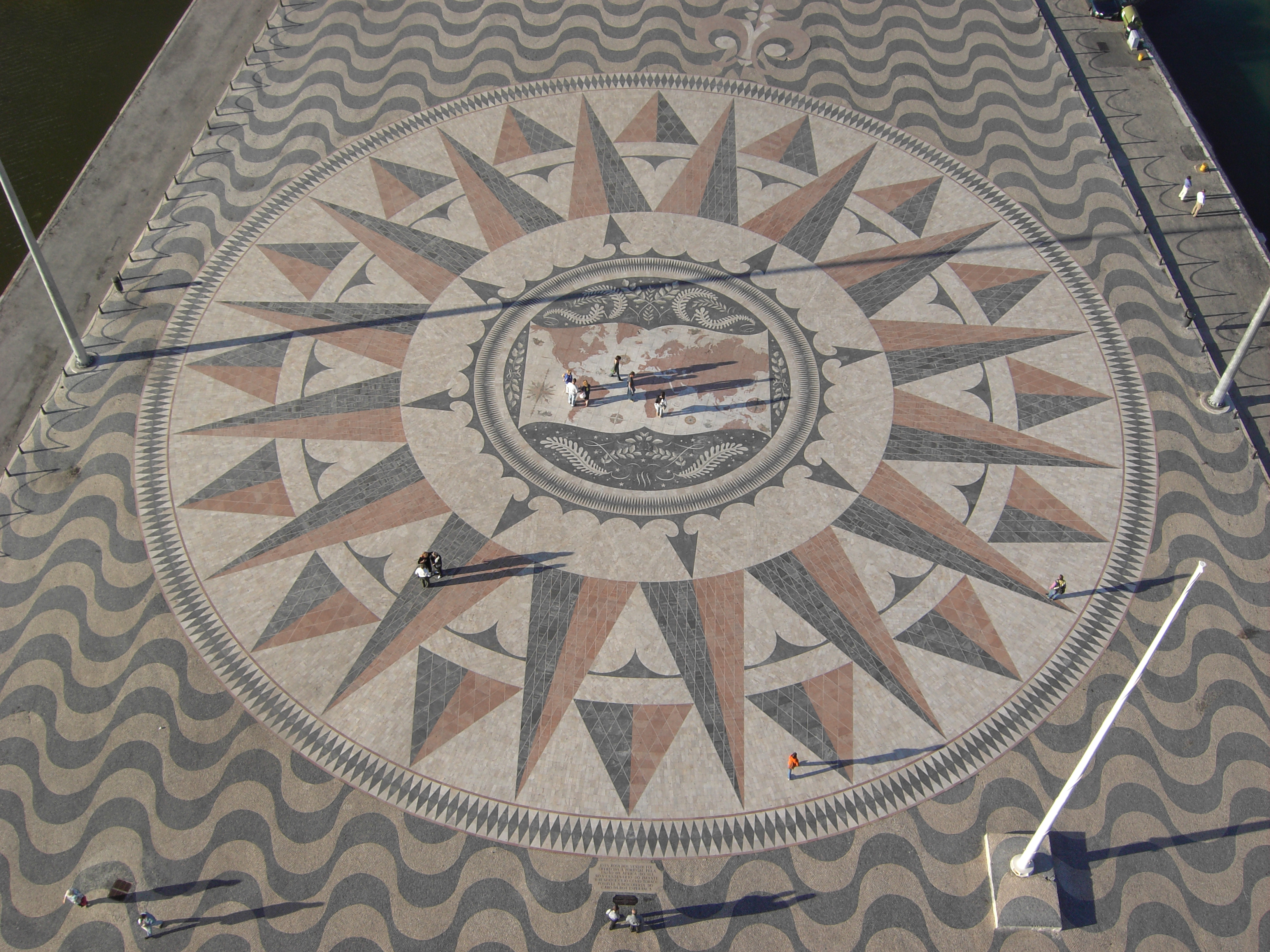
Het straatmozaïek met de windroos.

Het Padrão dos Descobrimentos is een monument ter ere van de Portugese ontdekkingsreizigers die in de 15de en 16de eeuw de wereld hebben verkend.
Het bouwwerk is 52 meter hoog en heeft de vorm van een schip met gebolde zeilen. Op de voorplecht staan 33 prominenten uit de Portugese geschiedenis.
In het monument is een ruimte waar een film vertoond wordt over de geschiedenis van Lissabon en via een lift is het dak te bereiken.
Op het plein is een straatmozaïek aangelegd. Hierin is een windroos in het plaveisel verwerkt met daarin een wereldkaart waarop de ontdekkingsreizen zijn uitgetekend.
Het monument staat aan de kade van de Taag, in de wijk Santa Maria de Belém in Lissabon.

## Afgebeelde personen
Het originele monument is in 1960 herbouwd ter gelegenheid van de 500ste sterfdag van Hendrik de Zeevaarder, de inspirator van de Portugese ontdekkingsreizen. Hij is de figuur aan de top van het monument, uitkijkend over de rivier. Achter hem staan aan beide zijden van het monument andere belangrijke personen, verbonden met de ontdekkingsreizen: Ontdekkingsreizigers, cartografen, kunstenaars, wetenschappers, missionarissen en leden van het koningshuis.
De 33 personen op het monument zijn:
- Infante Pedro, hertog van Coimbra (zoon van Koning João I)
- Koningin Filippa van Lancaster
- Fernão Mendes Pinto (ontdekkingsreiziger en schrijver)
- Pater Gonçalo de Carvalho
- Pater Henrique Carvalho
- Luís de Camões (renaissancedichter, die de ontdekkingsreizen verheerlijkte in het epos Os Lusíadas)
- Nuno Gonçalves (schilder)
- Gomes Eanes de Zurara (kroniekschrijver)
- Pêro da Covilhã (reiziger naar India en Ethiopië)
- Jácome de Maiorca (cosmograaf)
- Pêro Escobar (stuurman onder Diogo Cão en Vasco da Gama)
- Pedro Nunes (wiskundige)
- Pêro de Alenquer (stuurman onder Bartolomeu Dias en Vasco da Gama)
- Gil Eanes (voer als eerste om Kaap Bojador)
- João Gonçalves Zarco (ontdekker van Madeira)
- Infante Fernando (zoon van Koning João I)
- Hendrik de Zeevaarder (sponsor en inspirator van de ontdekkingsreizen)
- Afonso V van Portugal
- Vasco da Gama (ontdekker van de zeeroute naar India)
- Afonso Gonçalves Baldaia (ontdekker van Rio de Oro)
- Pedro Álvares Cabral (ontdekker van Brazilië)
- Ferdinand Magellaan (rondde als eerste de aarde)
- Nicolau Coelho (scheepskapitein onder Vasco da Gama en Pedro Cabral)
- Gaspar Corte-Real (verkenner van Groenland)
- Martim Afonso de Sousa (gouverneur van Brazilië)
- João de Barros (geschiedschrijver)
- Estêvão da Gama (scheepskapitein)
- Bartolomeu Dias (de eerste die Kaap de Goede Hoop rondde)
- Diogo Cão (ontdekker van de Kongo)
- António Abreu (ontdekker van de Molukken)
- Afonso de Albuquerque (onderkoning van Portugees India)
- Franciscus Xaverius (missionaris in Japan)
- Cristóvão da Gama (scheepskapitein)